# Heinrich Brauer (Politiker)
Heinrich Brauer (* 16. August 1860 in Ober-Ofleiden; † 14. April 1945 ebenda) war ein hessischer Politiker (HBB, DNVP) und ehemaliger Abgeordneter der 2. Kammer der Landstände des Großherzogtums Hessen sowie des Landtags des Volksstaates Hessen in der Weimarer Republik.

## Familie
Heinrich Brauer war der Sohn des Müllers Justus Brauer und dessen Frau Wilhelmine (genannt Mina) geborene Dietz. Heinrich Brauer, der evangelischen Glaubens war, war mit Auguste geborene Junker verheiratet. Er arbeitete als Landwirt und Mühlenbesitzer in Ober-Ofleiden.

## Politik
In der 30. bis 36. Wahlperiode (1896–1918) war Heinrich Brauer Abgeordneter der zweiten Kammer der Landstände des Großherzogtums Hessen. In den Landständen vertrat er den Wahlbezirk Oberhessen 7/Homberg. Er war Mitglied im Hessischen Bauernbund. Nach der Novemberrevolution schloss er sich der Deutschnationalen Volkspartei an und war für diese von 1919 bis 1924 erneut Landtagsabgeordneter. Daneben war er Mitglied des Provinziallandtags der Provinz Hessen-Nassau und des Provinzialausschusses. Weiterhin war er Mitglied des Kreisausschusses des Landkreises Alsfeld, der Landwirtschaftskammer und des Landwirtschaftskammer-Ausschusses für Oberhessen.